# Catherine Awino Abilla
Catherine Awino Abilla (1 de abril de 1989) é uma jogadora de rugby sevens queniana.

## Carreira
Catherine Awino Abilla integrou o elenco da Seleção Queniana Feminina de Rugbi de Sevens, na Rio 2016, que foi 11º colocada.